# Olympijský stadion (Stockholm)
Stockholmský olympijský stadion je víceúčelový stadion ve Stockholmu ve Švédsku, sloužící zejména pro fotbal a atletiku. Pojme 14 217 diváků. Otevřen byl v roce 1912, aby posloužil jako hlavní dějiště Letních olympijských her 1912. Následně zde měly domovský stánek fotbalové kluby, do roku 1936 AIK Stockholm, a poté, do roku 2013, Djurgårdens IF Fotboll.
Konaly se zde také soutěže v jezdectví, které byly součástí Letních olympijských her 1956 v Melbourne. Stadion byl dějištěm i Mistrovství Evropy v atletice 1958 a v roce 1990 prvních Světových jezdeckých her.
Je využíván i ke kulturním účelům, vystupovali zde U2, Michael Jackson, The Rolling Stones, Avicii, David Guetta, Kiss, Iron Maiden, Kent, Gyllene Tider, Depeche Mode, Muse, Foo Fighters, Metallica, Dire Straits, Rod Stewart, Bruce Springsteen, Coldplay, Elton John, AC/DC, Bon Jovi a Robbie Williams.